# Воинские звания Индии и Пакистана
Система воинских званий Индии и Пакистана представляет собой наследство британского колониального правления. В период британского правления в Индии офицеры Британской Индийской армии из метрополии затруднялись командовать местными солдатами, и в дополнение к обычной офицерской иерархии (от фельдмаршала до второго лейтенанта) были созданы дополнительные офицерские звания — субедар-майор, субедар и джемадар в пехоте, рисалдар-майор, рисалдар и джемадар в кавалерии. Их носители получили общее название «офицеров вице-короля» (англ. Viceroy officers). Эти офицеры вице-короля, обычно выслуживавшиеся из унтер-офицерских чинов, служили передаточным звеном между британскими офицерами и нижними чинами. Несмотря на то, что зачастую им приходилось отдавать приказы достаточно крупным подразделениям (до роты включительно), они изначально считались младше по званию, чем британские офицеры.

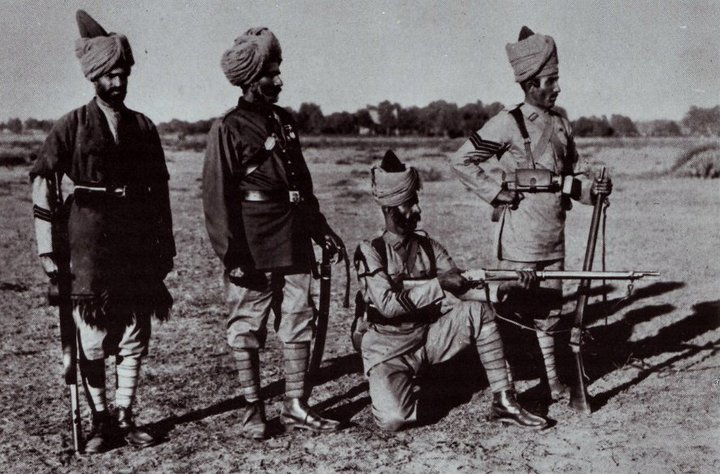
Сипай, индийский офицер, хавильдар и ланс-наик Корпуса разведчиков, 1878

После получения Индией и Пакистаном независимости офицеры вице-короля были переименованы в Индии в младших офицеров, тогда как носители лейтенантских и капитанских званий, в других армиях относящиеся к младшим офицерам, стали частью старшего офицерского корпуса. По своему положению младшие офицеры индийской и пакистанской армий примерно соответствуют уорент-офицерам в армиях других англоязычных стран. Близкие аналоги в армиях бывших советских республик — мичманы и прапорщики. Армии Бангладеш и Непала имеют схожую с индийско-пакистанской иерархию, в которой отведено особое место для младших офицерских званий, получаемых за выслугу лет.
В колониальной Индии была сформирована также параллельная иерархия унтер-офицерских чинов для туземных подразделений: сипай соответствовал рядовому британской армии, выше шли ланс-наик, наик и хавильдар в пехоте или ланс-дафадар-стажёр, ланс-дафадар и дафадар в кавалерии. Эти звания без изменений сохранились в современных индийских и пакистанских наземных войсках (кавалерийские звания были переняты бронетанковыми войсками).

## Старшие офицеры
| Знаки различия (Индия) | Знаки различия (Пакистан) | Звание            | В британской армии |
| ---------------------- | ------------------------- | ----------------- | ------------------ |
|                        |                           | Фельдмаршал       |                    |
|                        |                           | Генерал           |                    |
|                        |                           | Генерал-лейтенант |                    |
|                        |                           | Генерал-майор     |                    |
|                        |                           | Бригадир          |                    |
|                        |                           | Полковник         |                    |
|                        |                           | Подполковник      |                    |
|                        |                           | Майор             |                    |
|                        |                           | Капитан           |                    |
|                        |                           | Первый лейтенант  |                    |
|                        |                           | Второй лейтенант  |                    |

## Младшие офицеры (офицеры вице-короля)
| Знаки различия (Индия) | Знаки различия (Пакистан) | Звание (кавалерия/танковые войска) | Звание (пехота)                 | В британской армии |
| ---------------------- | ------------------------- | ---------------------------------- | ------------------------------- | ------------------ |
|                        |                           | Рисалдар-майор (старший рисалдар)  | Субедар-майор (старший субедар) | Капитан            |
|                        |                           | Рисалдар                           | Субедар                         | Первый лейтенант   |
|                        |                           | Наиб-рисалдар                      | Наиб-субедар                    | Второй лейтенант   |

## Унтер-офицеры и солдаты
| Знаки различия (Индия) | Знаки различия (Пакистан) | Звание (кавалерия/танковые войска) | Звание (пехота)          | В британской армии      |
| ---------------------- | ------------------------- | ---------------------------------- | ------------------------ | ----------------------- |
|                        |                           | Дафадар                            | Хавильдар                | Сержант                 |
|                        |                           | Ланс-дафадар (младший дафадар)     | Наик                     | Капрал                  |
|                        |                           | Ланс-дафадар-стажёр                | Ланс-наик (младший наик) | Младший капрал/ефрейтор |
| Нет знаков различия    | Нет знаков различия       | Кавалерист                         | Сипай                    | Рядовой                 |